# Dunkirk (Indiana)
Mackey – miasto w Stanach Zjednoczonych, w stanie Indiana, w hrabstwie Jay.